# Anna Kalbarczyk
Anna Kalbarczyk (ur. 15 kwietnia 1958 w Warszawie) – polska malarka, grafik, autorka książek z dziedziny arteterapii, edukacji plastycznej dzieci i młodzieży, sztuki i biblistyki.

## Życiorys
W 1991 r. ukończyła Państwową Wyższą Szkołę Sztuk Plastycznych w Poznaniu. Studia podyplomowe na kierunku Duchowość Chrześcijańska na Papieskim Wydziale Teologicznym w Warszawie ukończyła w 2005 r.
Publikacje książkowe:
- Zabawy ze sztuką. Poręcznik metodyczny dla nauczycieli (2005)[1]
- Plastyczny alfabet. Quizy i zabawy o sztuce dla dzieci i młodzieży (2005)[2][3]
- Kolorowe szybki czyli jak małym dzieciom mówić o sztuce (2007)[4]
- Najważniejsze lata. Rozwój osobowości dziecka na podstawie jego rysunków (2007)[5]
- Plastyczne wymyśl-Anki czyli opowiadania o sztuce (2011)[6]
- Leksykon Biblii. Kompendium wiadomości biblijnych (2014)[7]
- Biblia w krzyżówce oraz wiadomości biblijne w zagadkach i rebusach (2016)[8]

Publikacje i artykuły:
- Zdolne kolory – Cykl opowiadań dla dzieci. Abecadło. Miesięcznik edukacyjny dla najłodszych. Wydawnictwo Aksjomat, Kraków, 2008
- Smoki i stworki. Abecadło. Nr 1. Styczeń 2008
- Zaczarowane usta. Abecadło. Nr 2. Luty 2008
- Tęczowy zamek. Abecadło. Nr 3. Marzec 2008
- Zielony i niebieski. Abecadło. Nr 4. Kwiecień 2008
- Mama. Abecadło. Nr 5. Maj 2008
- Kwiat paproci. Abecadło. Nr. 6. Czerwiec 2008
- Żółty i czerwony. Abecadło. Nr 7. Lipiec 2008
- Kolorowy deszczyk. Abecadło. Nr 8. Sierpień 2008
- To ja. Abecadło. Nr 9. Wrzesień 2008
- Pastelowa jesień. Abecadło. Nr 10. Październik 2008
- Obrazek w plamy i linie. Abecadło. Nr 11. Listopad 2008
- Bawię się sztuką. kreatywnie czyli twórczo - Cykl scenariuszy z arteterapii. Życie szkoły. Forum, Poznań 2017/2018
- Patchwork. Kolory kontrastowe. Kompozycja na płaszczyźnie.  Życie szkoły. Październik Nr 8/2017
- Wałki i paski z plasteliny. Labirynt i plecionka. Życie szkoły. Listopad Nr 9/2017
- Działania z prostokątną kartką papieru. Kompozycja 3D.  Życie szkoły. Grudzień Nr 10/2017
- Świderki. Działania z papierowymi paskami. Kompozycja na płaszczyźnie w kolorach: czerwonym, żółtym i niebieskim.  Życie szkoły. Luty Nr 2/2018
- Ruloniki – papierowe konstrukcje. Kompozycja przestrzenna. Życie szkoły. Marzec Nr 3/2018
- Wycinanka asymetryczna. Kompozycja na płaszczyźnie. Życie szkoły. Kwiecień Nr 4/2018
- Supły i kokardki. Drzewo – kompozycja na płaszczyźnie. Życie szkoły. Maj Nr 5/2018
- Dwie różne litery, cyfra, kwiat albo owoc. Frotaż.  Życie szkoły. Czerwiec Nr 6/2018
- Pięć papierowych kół różnie pociętych na dwie części i zakomponowanych na płaszczyźnie. Układanka.  Życie szkoły. Wrzesień Nr 9/2018
- Wariacje z literą. Zabawa z kompozycją na obu stronach kartki.  Życie szkoły. Październik Nr 10/2018
- Tworzenie kolorów pochodnych. Kompozycja na płaszczyźnie. Życie szkoły. Listopad Nr 11/2018
- Pompony z papieru. Kompozycja na płaszczyźnie.  Życie szkoły. Grudzień Nr 12/2018
- Zanim nauczę się wycinać, Uczę się wycinać, Już wycinam – Ćwiczenia plastyczne dla dzieci w wieku 3-6 lat.  Wychowanie w przedszkolu 2019/2020[9]
- Był sobie papier czyli arteterapia dla przedszkolaka – Cykl scenariuszy z arteterapii Wychowanie w przedszkolu.  Forum, Poznań 2019/2020[10][11]
- Alfabet arteterapii. Cykl 23 artykułów z arteteraopii. Życie szkoły. Forum Poznań 2019[12]

## Nagrody
Druga nagroda w ogólnopolskim Konkursie na Grę Planszową dla małych dzieci pt. "Wymyśl grę. Zostań autorem Granny".